# Hypnotised
«Hypnotised» —en español: «Hipnotizado»— es un sencillo promocional de la banda británica Coldplay. Fue escrita por todos los miembros del grupo y producida por Rik Simpson yBill Rahko para el EP Kaleidoscope. La canción fue lanzada el 2 de marzo de 2017 como el primer sencillo promocional del EP.
En junio de 2017, el productor Brian Eno creó una aplicación disponible para iOS y Android la cual reacciona al sonar la canción.

## Video musical
El día del lanzamiento del sencillo, un video lyric fue subido a la cuenta de YouTube de la banda, este fue dirigido por Mary Wigmore.

## Presentaciones en vivo
La canción fue estrenada el 18 de julio de 2017 en París, Francia,.

## Lista de canciones
| Descarga Digital |              |          |  |
| N.º              | Título       | Duración |  |
| 1.               | «Hypnotised» | 5:55     |  |

## Posicionamiento en listas
| Listas (2017)                                 | Posición |
| --------------------------------------------- | -------- |
| Canadian Hot 100                              | 81       |
| SNEP                                          | 21       |
| IRMA                                          | 100      |
| FIMI                                          | 52       |
| RMNZ                                          | 1        |
| Official Charts Company                       | 37       |
| PROMUSICAE                                    | 16       |
| Schweizer Hitparade                           | 45       |
| UK Singles Chart                              | 70       |
| US Bubbling Under Hot 100 Singles (Billboard) | 12       |